# Spannarps kyrka
Spannarps kyrka är en kyrkobyggnad som ligger i Varbergs kommun. Den tillhör Spannarps församling i Göteborgs stift.

## Kyrkobyggnaden
De äldsta delarna av kyrkans långhus är troligen från 1200-talet. Redan 1771 fick byggnaden brutet tak och 1821-1824 byggdes den om så radikalt att det medeltida utseendet gick förlorat. Kyrkan förlängdes åt öster, vapenhuset togs bort, det halvcirkelformade koret tillkom, nya fönster togs upp och en ny ingång åt väster öppnades. En gammal klockstapel ersattes 1858-1859 av ett torn av sten, i samma stil som långhuset, vid den västra gaveln. Byggnadsmaterialet är vitputsad gråsten. Tornet har dock även en krans av tegel.  

## Inventarier
- Predikstolen är skuren i ek och furu, utförd 1673. Varje sida av korgen har en målning föreställande en av Gamla testamentets fyra profeter; Jesaja, Jeremia, Hesekiel och Daniel. Baldakinen och trappbarriären är från 1901.
- Altaruppsatsen i ek är från 1673. Den är rikt utsmyckad och har som huvudmotiv Nattvardens instiftande.
- Dopfunten är från 1901 och dopskålen från 1927.

### Klockor
- Storklockan är omgjuten 1972 och har en diameter om 91 cm. Vikt: 475 kg.
- Lillklockan är gjuten 1694. Diameter: 82 cm. Vikt: 350 kg.

### Orgel
Fasaden från 1865 års orgel, byggd av J. F. Ahlstrand i Istorp, står kvar på läktaren. Ett nytt verk från Lindegren Orgelbyggeri AB tillkom 1928. Det byggdes om 1972 av Tostareds Kyrkorgelfabrik. Det mekaniska instrumentet har arton stämmor fördelade på två maualer och pedal.

## Bilder

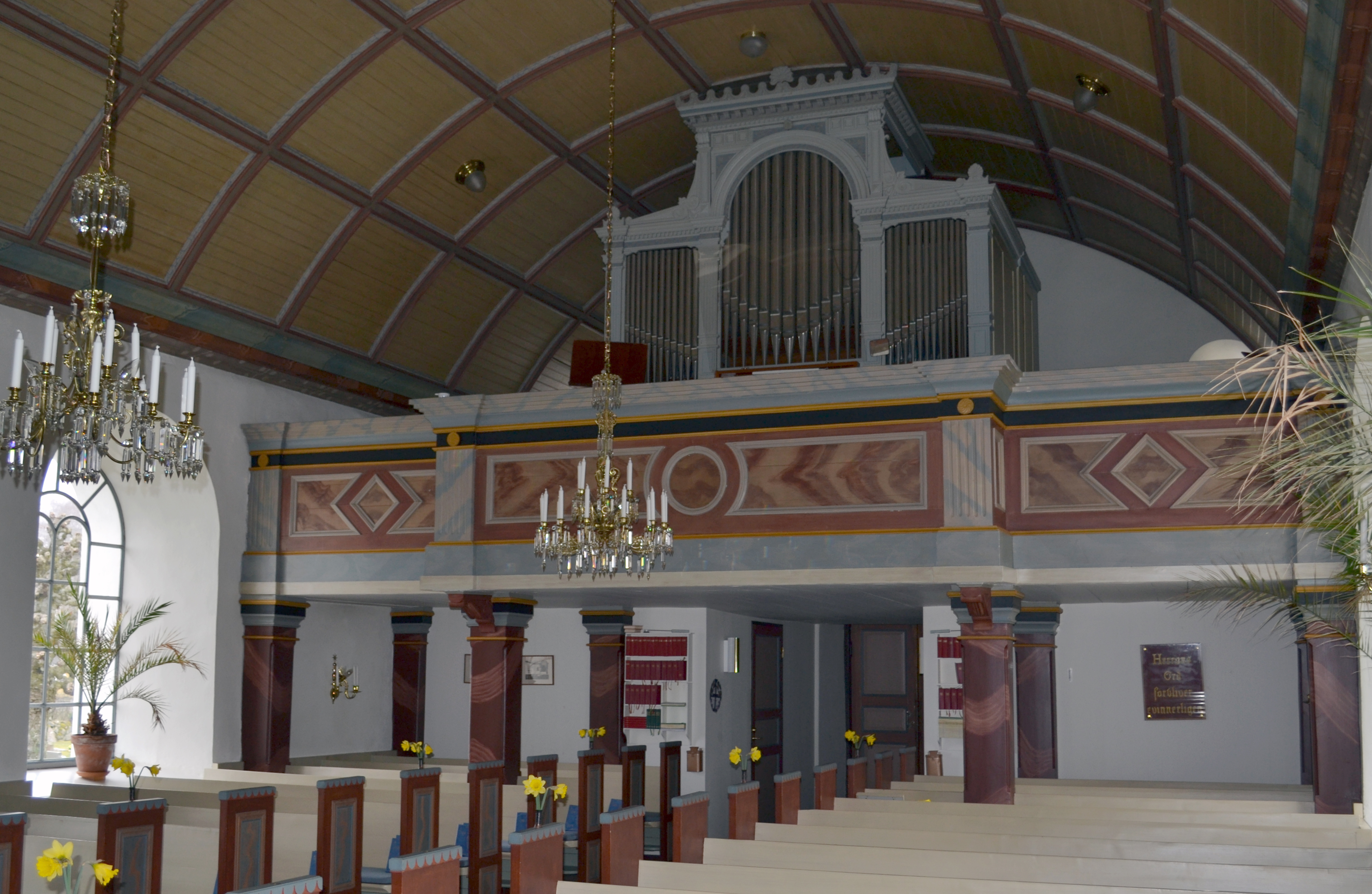
Interiör mot orgelläktaren
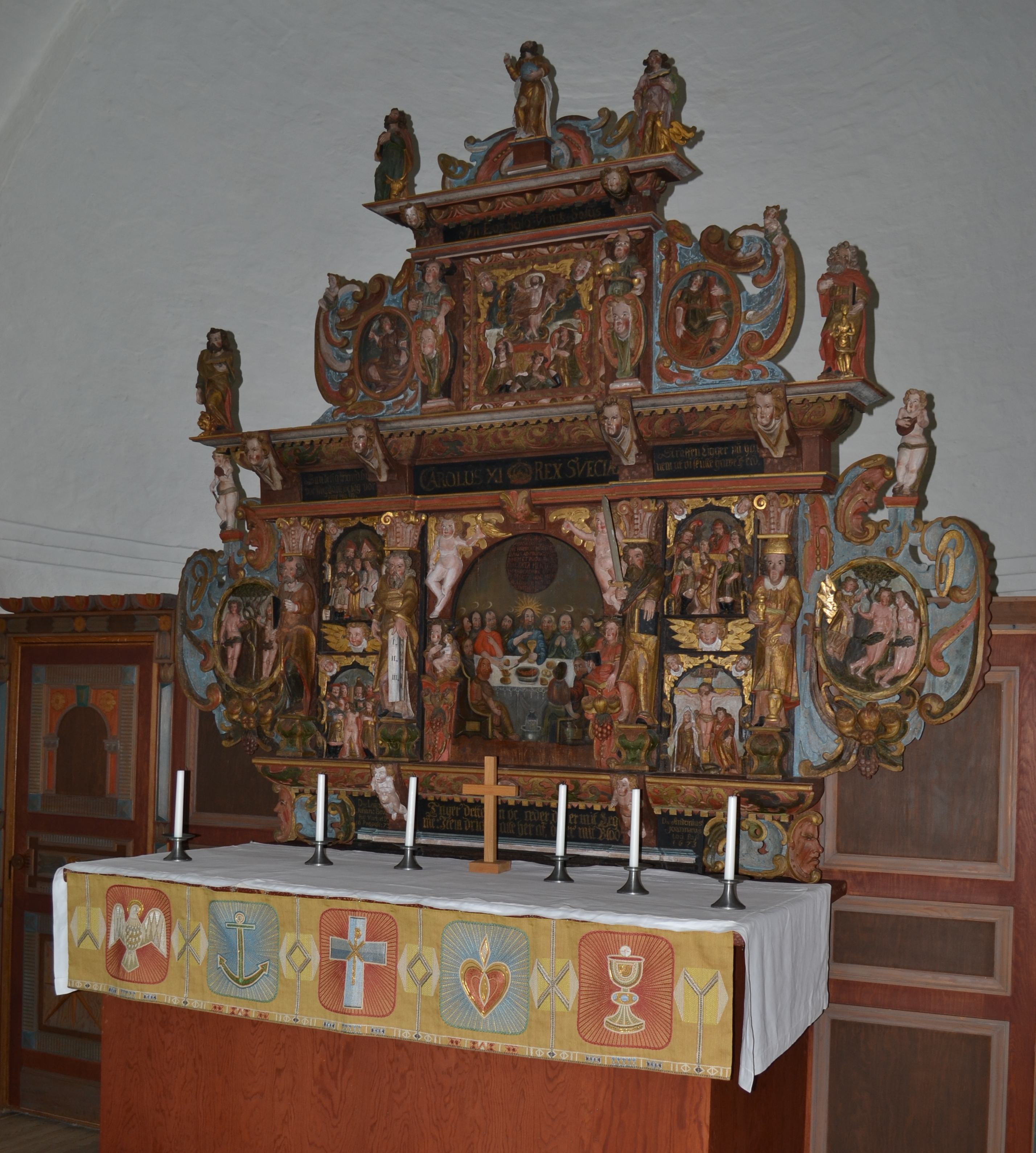
Altaruppsats från 1673.
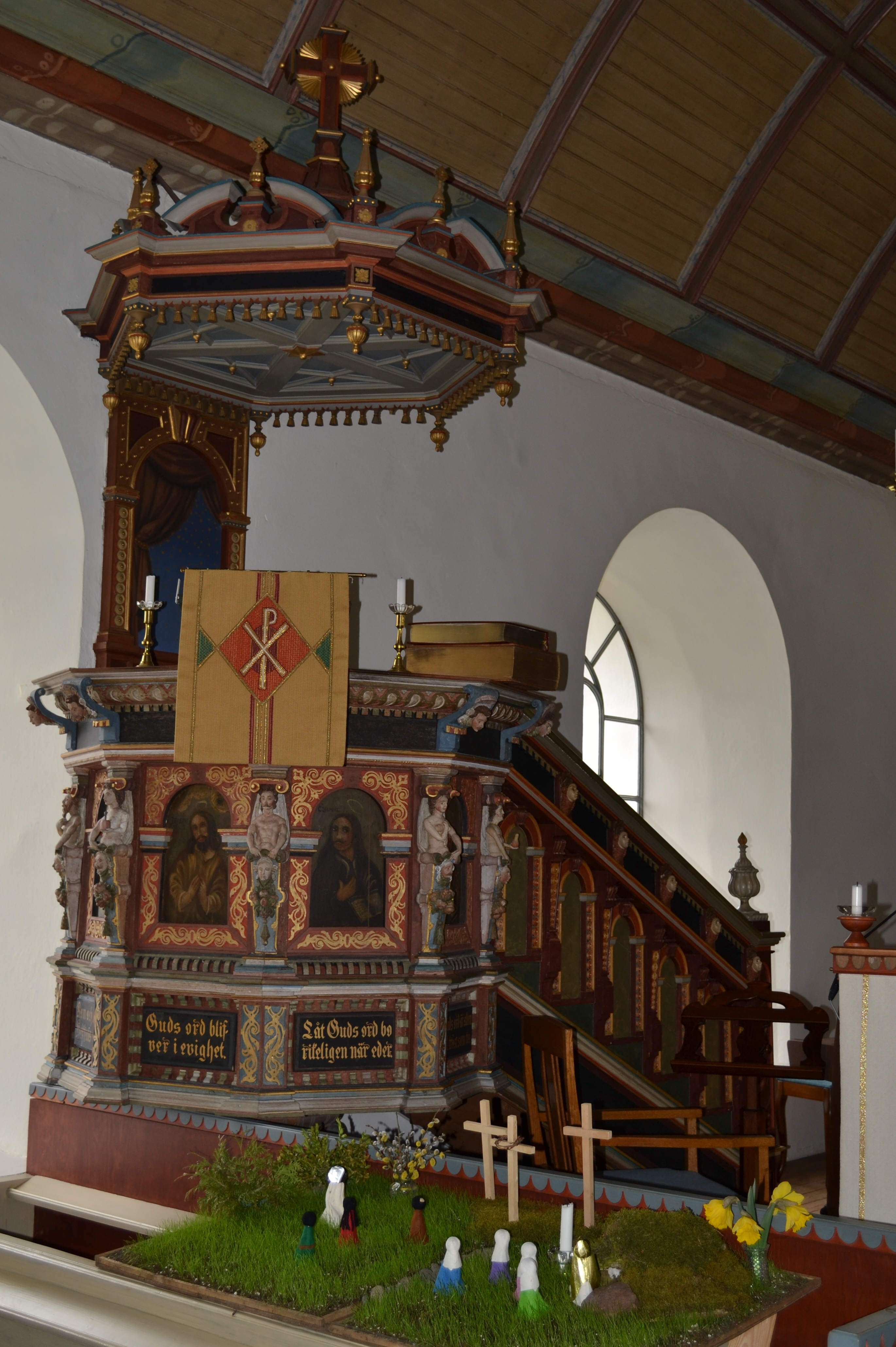
Predikstol från 1673.
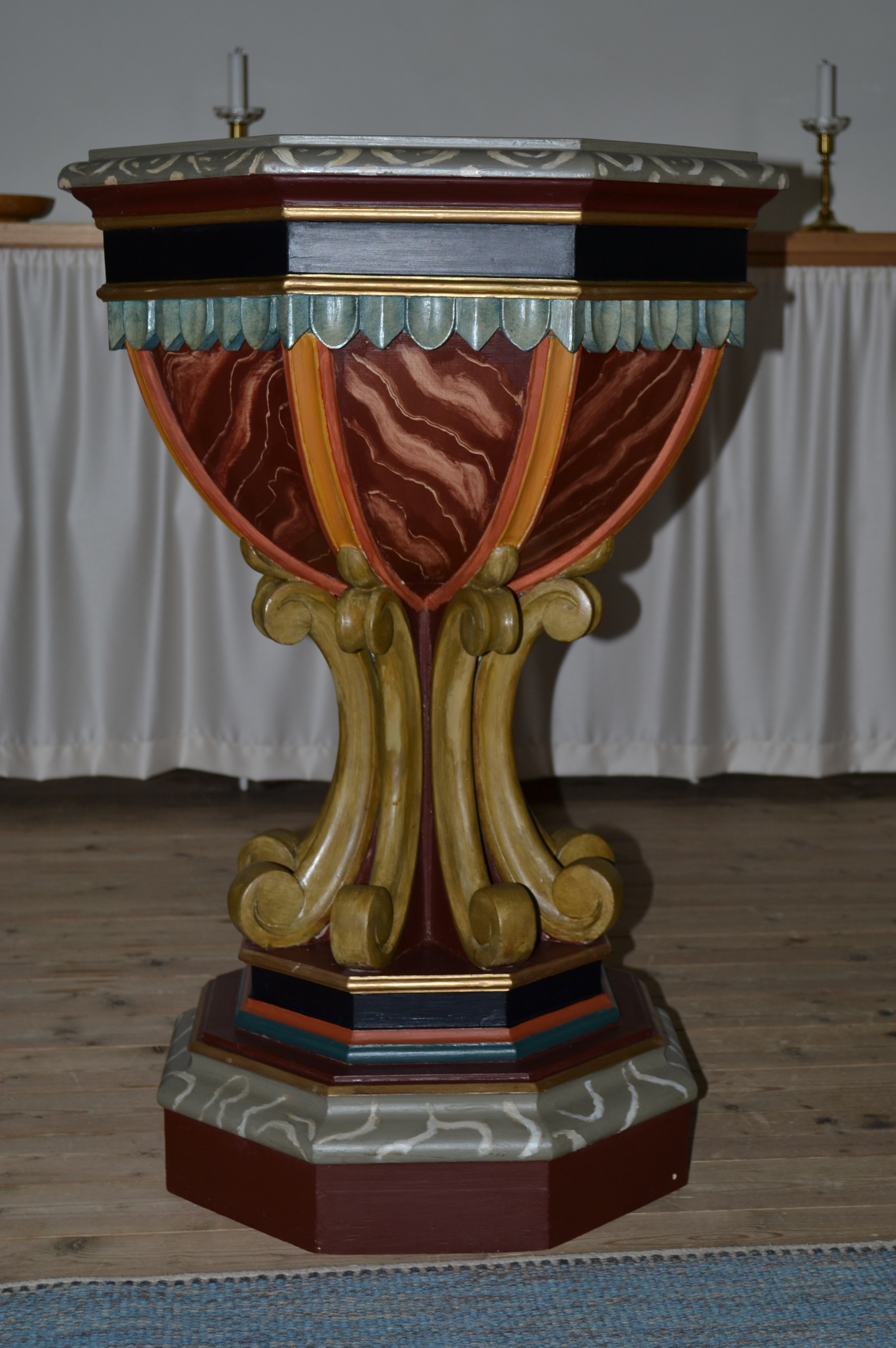
Dopfunt från 1901.